# 森陣屋
森陣屋（もりじんや）為存在於日本大分縣玖珠郡玖珠町（古豐後國）的陣屋，為江戶時代森藩的藩廳，又稱久留島陣屋。

## 概說
慶長6年（1601年），來島長親以玖珠郡等地建立森藩。來島氏由於不被允許該型式的城，因此將原玖珠據點角牟禮城廢棄，於角埋山山麓建築森陣屋。
陣屋區域內，來島氏自伊予大三島的大山祇神社分靈，修築三島神社（末廣神社）。天保8年（1837年）第8代藩主久留島通嘉以改建三島神社為藉口，增築有著石垣與茶屋的栖鳳樓（せいほうろう），包含藩主御殿庭園、栖鳳樓庭園、清水御門庭園等，規格上已經接近城。
明治時代開始後森藩隨著廢藩置縣改編為森縣，森陣屋則為森縣廳。在森縣與大分縣合併後，森陣屋的建物以公所等用途使用至昭和初年。目前森陣屋的遺跡稱為三島公園，僅栖鳳樓與庭園殘存。栖鳳樓為大分縣的有形文化財，舊久留島氏庭園附清水御門前庭則被指定為大分縣的名勝。

### 栖鳳樓
栖鳳樓（せいほうろう），也被叫做紅葉之御茶屋的樓閣形式茶屋，較真言宗的不退堂更加著名，此為陣屋的象徵建築物。
栖鳳樓為2重2階，初重為瓦片，二重為杉樹皮（現在第二重鋪設的是銅板），最高階有套窗的內緣高欄望樓。石垣建於本樓附近，本樓1階與神社石垣間即為玄關。
隨著近代不斷進行簡易補修與老朽的狀況仍逐漸嚴重，於平成12年進行3年的改修復原。

## 外部連結
- 森陣屋町（もりじんやまち）- 無城的城下町 - 大分歴史事典
- 豐後森陣屋 （页面存档备份，存于）